# Vou
Vou és un municipi francès, situat al departament de l'Indre i Loira i a la regió de Centre – Vall del Loira. L'any 2007 tenia 196 habitants.

## Demografia

### Població
El 2007 la població de fet de Vou era de 196 persones. Hi havia 73 famílies, de les quals 23 eren unipersonals (4 homes vivint sols i 19 dones vivint soles), 27 parelles sense fills i 23 parelles amb fills.
La població ha evolucionat segons el següent gràfic:
Habitants censats

### Habitatges
El 2007 hi havia 129 habitatges, 86 eren l'habitatge principal de la família, 29 eren segones residències i 15 estaven desocupats. 128 eren cases i 1 era un apartament. Dels 86 habitatges principals, 78 estaven ocupats pels seus propietaris, 6 estaven llogats i ocupats pels llogaters i 2 estaven cedits a títol gratuït; 6 tenien dues cambres, 24 en tenien tres, 16 en tenien quatre i 39 en tenien cinc o més. 55 habitatges disposaven pel capbaix d'una plaça de pàrquing. A 38 habitatges hi havia un automòbil i a 38 n'hi havia dos o més.

### Piràmide de població
La piràmide de població per edats i sexe el 2009 era:
| Homes | Edats   | Dones |
| ----- | ------- | ----- |
| 0     | 95 o +  | 4     |
| 0     | 90 a 94 | 0     |
| 8     | 85 a 89 | 8     |
| 0     | 80 a 84 | 0     |
| 4     | 75 a 79 | 4     |
| 8     | 70 a 74 | 0     |
| 12    | 65 a 69 | 8     |
| 8     | 60 a 64 | 4     |
| 8     | 55 a 59 | 4     |
| 8     | 50 a 54 | 8     |
| 12    | 45 a 49 | 12    |
| 0     | 40 a 44 | 4     |
| 12    | 35 a 39 | 20    |
| 12    | 30 a 34 | 0     |
| 0     | 25 a 29 | 8     |
| 0     | 20 a 24 | 12    |
| 4     | 15 a 19 | 12    |
| 4     | 10 a 14 | 4     |
| 12    | 5 a 9   | 12    |
| 4     | 0 a 4   | 0     |

## Economia
El 2007 la població en edat de treballar era de 113 persones, 83 eren actives i 30 eren inactives. De les 83 persones actives 78 estaven ocupades (45 homes i 33 dones) i 5 estaven aturades (3 homes i 2 dones). De les 30 persones inactives 13 estaven jubilades, 6 estaven estudiant i 11 estaven classificades com a «altres inactius».

### Ingressos
El 2009 a Vou hi havia 94 unitats fiscals que integraven 220 persones, la mediana anual d'ingressos fiscals per persona era de 16.394 €.

### Activitats econòmiques
Dels 7 establiments que hi havia el 2007, 2 eren d'empreses de construcció, 2 d'empreses de comerç i reparació d'automòbils, 1 d'una empresa d'hostatgeria i restauració, 1 d'una empresa de serveis i 1 d'una entitat de l'administració pública.
Dels 3 establiments de servei als particulars que hi havia el 2009, 1 era un guixaire pintor, 1 electricista i 1 restaurant.
L'any 2000 a Vou hi havia 18 explotacions agrícoles que ocupaven un total de 1.001 hectàrees.

## Equipaments sanitaris i escolars
El 2009 hi havia una escola elemental integrada dins d'un grup escolar amb les comunes properes formant una escola dispersa.

## Poblacions més properes
El següent diagrama mostra les poblacions més properes.